# کامل (آلبوم ورونیکاس)
کامل (به انگلیسی: Complete) آلبوم گردآوری‌شدهای از گروهٔ موسیقی استرالیایی ورونیکاس می‌باشد که در ۱۸ مارس سال ۲۰۰۹ توسط پونی کنیون در ژاپن و در ۱۱ اوت سال ۲۰۰۹ در آمریکای لاتین منتشر گردید.